# Saraktasz
Saraktasz (ros. Саракташ) – osiedle typu miejskiego w Rosji, w obwodzie orenburskim, ośrodek administracyjny rejonu saraktaskiego. W 2010 liczyło 17 235 mieszkańców.